# Liopygus decemstriatus
Liopygus decemstriatus är en skalbaggsart som först beskrevs av Victor Ivanovitsch Motschulsky 1863.  Liopygus decemstriatus ingår i släktet Liopygus och familjen stumpbaggar. Inga underarter finns listade i Catalogue of Life.